# Trần Xuân Đức
Trần Xuân Đức (quê quán ở huyện Đức Thọ, tỉnh Hà Tĩnh) là Thiếu tướng Công an nhân dân Việt Nam. Năm 2014, ông là Cục trưởng Cục Tham mưu (Cục B12), Tổng cục Tình báo, Bộ Công an (Việt Nam).

## Tiểu sử
Ông có quê quán ở huyện Đức Thọ, tỉnh Hà Tĩnh.
Tháng 1 năm 2014, ông được thăng quân hàm từ Đại tá lên Thiếu tướng Công an nhân dân Việt Nam.

## Phong tặng

### Lịch sử thụ phong quân hàm
- Thiếu tướng Công an nhân dân Việt Nam (năm 2014)